# 浦川翔平
浦川 翔平（うらかわ しょうへい、1997年5月23日 - ）は、日本のダンサー。THE RAMPAGE from EXILE TRIBE、MA55IVE THE RAMPAGEのメンバー。
長崎県長崎市出身。LDH JAPAN所属。

## 略歴
長崎市立諏訪小学校を卒業。
父親の弟がDJをしていた影響で幼稚園年長からDJを始める。キッズDJとして長崎のテレビ番組で取り上げられた際、ライブで長崎を訪れていたEXILEメンバーが在籍するグループRATHER UNIQUEと共演。ライブを観に行ったことがきっかけで、小学1年からダンスを始める。
2011年 - 2013年、GENERATIONSのサポートメンバーとして活動する。
2014年4月、「EXILE PERFORMER BATTLE AUDITION」の最終審査で落選するも、THE RAMPAGEの候補メンバーに選出される。同年9月12日、同グループの正式メンバーとなる。
2020年、THE RAMPAGEの派生ユニットMA55IVE THE RAMPAGEとしても始動。
2023年8月、EXILE TRIBEのメンバーによるユニットEXILE B HAPPYとしても始動。

## 人物
- 妹が1人、弟が1人いる[10]。

## 作品

### シングル
- クリスタルズ「CRYSTAL CHILDREN」（2008年4月23日）

## 出演

### テレビ番組
- ギュッとミュージック（2019年5月 - 2023年2月、関西テレビ） - MC[11][12]
- 開け!キャラクターのとびら きゃらトビ!（2023年7月 - 9月、フジテレビ） - ナビゲーター[13]

### テレビドラマ
- リズスタ -Top of Artists!-（2022年、テレビ東京） - 月城タイガ 役[14]

### 舞台
- BOOK ACT
  - 「もう一度君と踊りたい」（2020年2月[15]、10月[16]、2025年5月[17]）
  - 「STARTING POINT」（2022年1月）[18]
  - 「さくら舞う頃、君を想う」（2023年1月）[19]
  - 「僕らは人生で一回だけ魔法が使える」（2023年1月）[19]
- REAL RPG STAGE「ETERNAL2」-荒野に燃ゆる正義-（2022年7月 - 8月） - マティアス 役[20]
- ミュージカル「フィーダシュタント」（2023年3月） - ジャスパー・ミュラー役[21]
- 戦国時代活劇「HiGH&LOW THE 戦国」（2024年1月 - 2月）[22] - 白銀相生 役

### ミュージックビデオ
- ジュノ・マック「歪」（2008年）
- EXILE
  - 「Someday こどもバージョン」（2009年）
  - 「24karats STAY GOLD (KIDS & GIRLSVersion)」（2011年）
- GENERATIONS from EXILE TRIBE
  - 「BRAVE IT OUT」（2012年）
  - 「ANIMAL」（2013年）
  - 「Love You More」（2013年）
  - 「HOT SHOT」（2013年）
- iScream「つつみ込むように…」-TRIBE WITH THE RHYTHM Ver.-（2022年）[23]

### CM
- ディップ「バイトルPRO」（2021年 - 2022年）[10][24]

### 連載
- TOKYO HEADLINE 『BUZZらないとイヤー！』（2021年4月 - 、ヘッドライン）[25]

### その他
- 長崎市観光大使（2019年 - ）[2]
- アソビモ『ETERNAL』公式アンバサダー（2021年）[26]
- ながさきピース文化祭2025 アンバサダー（2024年 - 2025年）[27]

## ライブ

### 参加
- EXILE LIVE TOUR 2025 "WHAT IS EXILE"（2025年3月29日）